# 오쓰키 유헤이
오쓰키 유헤이(일본어: 大槻 優平, 1988년 5월 6일 ~ )는 일본의 전 축구 선수이다.

## 구단 경력
그는 2014년부터 2017년까지 J리그의 츠바이겐 가나자와에서 활동하였다.